# Glenea kanalensis
Glenea kanalensis là một loài bọ cánh cứng trong họ Cerambycidae.